# Hans Heinrich Plötz
Hans Heinrich Plötz (* 6. Januar 1747 in Rellingen; † 23. Januar 1830 in Kopenhagen) war ein deutscher Miniaturmaler, Porträtzeichner und Erfinder von Präzisionsinstrumenten.

## Leben und Wirken
Hans Heinrich Plötz war ein Sohn des Zimmermanns Hans Plötz, der angeblich aus einem polnischen Adelsgeschlecht kam, und dessen Ehefrau Catharina Dorothea Sibbert. Er verlor in jungen Jahren beide Eltern. Der dänische General Caesar Lüttichau sorgte für seine Erziehung und sorgte dafür, dass er in Fredericia Flötenunterricht erhielt. Hans Wilhelm von Warnstädt verhalf ihm 1768 zu einem Platz in der Königlichen Hofkapelle von Kopenhagen. 1771 reisten beide unter anderem in die Schweiz, wo Plötz erkrankte und nicht mehr länger Flöte spielen konnte.
Oudry riet Plötz zu einer Ausbildung, die er zunächst bei einem Emaillemaler, danach bei den Mechanikern P. J. Droz erhielt. 1775 lernte er in Genthod den Naturforscher Charles Bonnet kennen. Er erstellte für dessen naturwissenschaftliche Arbeiten Tafeln von Insekten und Pflanzen und assistierte bei botanischen und mechanischen Experimenten. Er versuchte ständig, Kontakte zwischen Bonnet und dänischen Künstlern herzustellen. Aus diesem Grund zogen 1797 Johann Friderich Clemens, Jens Juel, F. L. Bradt und S. Malgoc nach Genthod.
Plötz wohnte seit 1776 in Bonnets Haus und untersuchte während dieser Zeit ein Verfahren, mit dem Profilbilder möglichst originalgetreu mechanisch erstellt werden konnten. Hierfür entwarf er einen Physionotrace und einen Pantographen. Nachdem Bonnet verstorben war, wurde er von dessen Verwandten um seinen Erbsteil betrogen. Der englische Diplomat und Altertumsforscher Sir William Hamilton, den Platz bei Bonnet kennen gelernt hatte, forderte ihn auf, nach Neapel zu kommen, wo er Wilhelm Tischbein kennen lernte und seine Zeit mit mechanischen Versuchen, Musik und Malerei verbrachte.
1796 verließ Plötz Italien und reiste in Begleitung des zukünftigen Erzbischofs von Posen, Ignacy Raczynski nach Polen. Seit November 1897 arbeitete er in Berlin in einem gemeinsamen Atelier mit Christian Hornemann. Die Miniaturen oder Zeichnungen, die während dieser Zeit entstanden, tragen mitunter die Signaturen beider Maler. 1790 nahmen ihn die Berliner Akademie und die Akademie von Neapel als Mitglied auf.
Im Jahr 1799 folgte Plötz einem Ruf von Christian Günther von Bernstorff als Hofmechanikus nach Kopenhagen. Im selben Jahr wurde er als potentieller Kandidat für die Akademie in Kopenhagen nominiert, reichte aber nie Mitgliedsstücke ab. In Kopenhagen erfand er Präzisionsinstrumente, darunter eine Stempelmaschine, die die Produktion nicht kopierbarer Banknoten ermöglichte. Bei der Bombardierung Kopenhagens im Jahr 1807 verlor er seine Werkstatt. Drei Jahre später präsentierte er 16 unterschiedliche Erfindungen.
Im Vergleich zu Paul Ipsen und Boy Jensen Greve, die ähnliche zeitgenössische norddeutsche Künstler waren, arbeitete Plötz am intensivsten als Miniaturmaler in europäischer Tradition. Im Vergleich zu Hornemann beschäftigte er sich eher mit Themengebieten, die ihm als Hofmechanikus weiterhalfen.

## Familie
Plötz heiratete am 18. September 1801 Anna Maria Petersen (* 27. November 1763 in Sonderburg; † 31. Dezember 1825 in Kopenhagen). Sie war eine Tochter von Peter Andersen und Maria Stalhorn. Aus der Ehe stammte der Sohn Carl Ludwig (1803–1849), der als Miniaturmaler arbeitete.